# Torneo de Lexington
El Torneo de Lexington es un torneo de tenis profesional que se juega en canchas duras al aire libre. Actualmente forma parte del Torneos WTA y del ATP Challenger Tour. Se lleva a cabo anualmente en el Complejo de Tenis Hilary J. Boone en Lexington, Kentucky, Estados Unidos, desde 1995 para hombres y desde 1997 para mujeres.
En el 2020 comenzó  a formar parte de los torneos de la WTA.

## Finales anteriores

### Individual
| Año  | Campeona       | Finalista     | Resultado |
| ---- | -------------- | ------------- | --------- |
| 2020 | Jennifer Brady | Jil Teichmann | 6-3, 6-4  |

### Dobles
| Año  | Campeón                     | Finalista                    | Resultado |
| ---- | --------------------------- | ---------------------------- | --------- |
| 2020 | Hayley Carter Luisa Stefani | Marie Bouzková Jil Teichmann | 6-1, 7-5  |